# Via Silvio Pellico
Via Silvio Pellico è una strada urbana di Firenze, da piazza d'Azeglio (angolo con via Pietro Giordani) al viale Antonio Gramsci, nei pressi di piazzale Donatello.

## Storia
Il quartiere attorno a piazza d'Azeglio, già a ridosso delle mura, venne edificato dopo il 1865, al tempo di Firenze capitale, per accogliere in palazzine, villini e casamenti l'accresciuta popolazione della città. Molte strade della zona sono dedicate agli scrittori dell'Ottocento, spesso residenti, per un certo periodo, a Firenze. Non fa eccezione Silvio Pellico, intitolata con delibera della giunta comunale del gennaio 1868. Quell'anno può essere preso come riferimento anche per datare la realizzazione del suo tracciato e l'erezione dei primi villini della zona, collegato com'è alla realizzazione dei viali e al rinnovamento del quartiere della Mattonaia, secondo il piano regolatore interno della città redatto dall'ingegnere del Comune Luigi Del Sarto.

## Descrizione
La strada presenta carreggiata e marciapiedi asfaltati. La sosta è consentita da ambo i lati. Scarso il traffico pedonale.

### Edifici

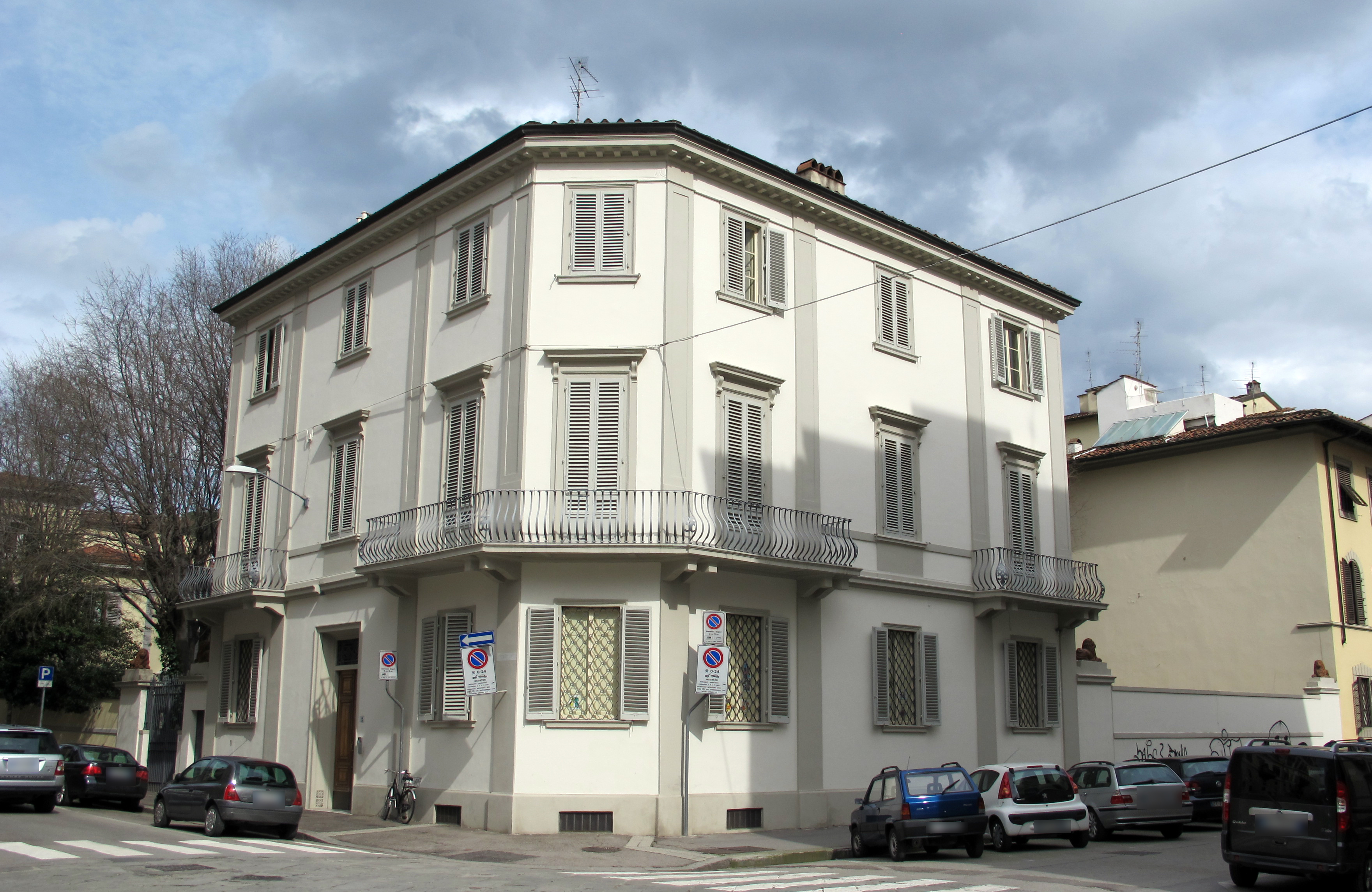
Villino Baldelli

Al numero 1, in angolo con piazza d'Azeglio 7-8, il palazzo Geddes da Filicaia, un grande edificio già proprietà della famiglia Levi, che risulta successivamente passato di proprietà ai Geddes da Filicaia. Si tratta di un grande casamento che si sviluppa sulla piazza per ben dieci assi, fino a determinare la cantonata su via Silvio Pellico, dove ricorrono ulteriori sette assi, il tutto per un'altezza originaria di tre piani, poi portati nel Novecento a cinque.
Al numero 2, con affaccio su via Pietro Giordani, si trova il Villino Baldelli, costruzione a tre piani, che guarda a piazza d'Azeglio con uno smusso d'angolo che consente una esposizione ideale degli ambienti principali della casa. Al di là dell'eccellente posizione (e degli ampi spazi a giardino che la circondano sul retro andando dal cancello di via Silvio Pellico al muro di via Pietro Giordani) l'insieme non mostra elementi architettonici d'interesse, e anche tutto l'apparato decorativo appare ridotto al minimo. In prossimità della cantonata è una listra in marmo a registrare la denominazione del villino. Vi ha avuto sede l'Istituto evangelico femminile.